# Breaker Morant
Harry 'Breaker' Harbord Morant (9 de dezembro de 1864 - Pretória, 27 de fevereiro de 1902) foi um tropeiro, cavaleiro, poeta, soldado e criminoso de guerra condenado australiano, cuja habilidade com os cavalos lhe rendeu o apelido de "The Breaker".